# کسب‌وکار خانوادگی (فیلم)
کسب‌وکار خانوادگی یا حرفه خانوادگی فیلمی محصول سال ۱۹۸۹ به کارگردانی سیدنی لومت است. شون کانری در نقش جسی مک‌مالن و داستین هافمن در نقش ویتو مک‌مالن و متیو برودریک در نقش آدام مک‌مالن ایفای نقش نمودند.

## داستان فیلم
داستان این فیلم از این قرار است که یک نقشه دزدی به آدام داده می‌شود و او با جسی پدربزرگش که سابقه پنجاه ساله دزدی را دارد مشورت کرده و با پدرش دزدی یک محلول به نام پلاسمیدا که یک میلیون دلار اررزش دارد را انجام می‌دهند ولی در حین دزدی آدام گرفتار پلیس می‌شود و ویتو و جسی سعی می‌کنند او را نجات دهند که…